# 迈里波塔巴
迈里波塔巴是巴西戈亚斯州的一个市镇。总面积460.975平方公里，总人口2209人，人口密度4.8人/平方公里。